# Alistair Cragg
Alistair Ian Cragg, född den 13 juni 1980 i Johannesburg i Sydafrika, är en irländsk friidrottare som tävlar i medeldistanslöpning.
Cragg deltog vid Olympiska sommarspelen 2004 på 5 000 meter och slutade på en 12:e plats. Hans stora genombrott kom under 2005 då han vann guld på 3 000 meter vid EM-inomhus i Madrid.
Under 2006 blev han fyra på 3 000 meter vid inomhus-VM i Moskva. Utomhus deltog han på 5 000 meter vid EM i Göteborg men blev där utslagen i försöken. 
Vid både VM 2007 och vid Olympiska sommarspelen 2008 var han i final på 5 000 meter men vid båda tillfällena avbröt han finalen och slutade sist.

## Personliga rekord
- 3 000 meter - 7.32,49
- 5 000 meter - 13.07,10